# Aeropuerto de Kirkenes-Høybuktmoen
El Aeropuerto de Kirkenes-Høybuktmoen (en noruego: Kirkenes lufthavn, Høybuktmoen) (IATA: KKN, OACI: ENKR) es un aeropuerto internacional que presta servicio a la ciudad de Kirkenes, en la provincia de Finnmark, Noruega. Se encuentra en Høybuktmoen, a 15 km al oeste de la ciudad.
Høybuktmoen fue construido como una base aérea por la Luftwaffe durante la Segunda Guerra Mundial. Las operaciones civiles comenzaron después de la guerra, pero el aeropuerto fue abandonado en 1948. En 1963 se reabrió con una nueva terminal y una pista de aterrizaje más larga. Originariamente operaban vuelos Scandinavian Airlines y Finnair, y desde los años 70 también Widerøe y Norving. A partir de 1990, cinco aerolíneas han tratado de establecer rutas hacia Múrmansk, Rusia. En 2006 se inauguró un nuevo edificio para la terminal. Por culpa del terreno, la pista no puede ser utilizada con ciertas condiciones de viento, pero existen propuestas para nivelar el mismo.

## Aerolíneas y destinos
| Aerolíneas            | Destinos                                                                                             |
| --------------------- | --- |
| Norwegian Air Shuttle | Oslo-Gardermoen, Tromsø                                                                              |
| Scandinavian Airlines | Oslo-Gardermoen                                                                                      |
| Widerøe               | Alta, Bergen, Berlevåg, Båtsfjord, Hammerfest, Honningsvåg, Mehamn, Sørksjosen, Tromsø, Vadsø, Vardø |

## Estadísticas
Ver fuente y consulta Wikidata.
- Datos: Q1431737
- Multimedia: Kirkenes Airport, Høybuktmoen / Q1431737